# Mersuay
Mersuay är en kommun i departementet Haute-Saône i regionen Bourgogne-Franche-Comté i östra Frankrike. Kommunen ligger i kantonen Port-sur-Saône som tillhör arrondissementet Vesoul. År 2022 hade Mersuay 279 invånare.

## Befolkningsutveckling
Antalet invånare i kommunen Mersuay
| Referens: INSEE |